# Ilanz/Glion
Ilanz/Glion (Ilanz è la denominazione in tedesco e Glion  quella in romancio) è un comune svizzero di 4 851 abitanti del Canton Grigioni, nella regione Surselva della quale è capoluogo.

## Geografia fisica
La regione è piuttosto soleggiata ed è caratterizzata da precipitazioni modeste.

## Storia
Il comune di Ilanz/Glion è stato istituito il 1º gennaio 2014 con la fusione dei comuni soppressi di Castrisch, Duvin, Ilanz (il quale nel 1978 aveva inglobato il comune soppresso di Strada), Ladir, Luven, Pigniu, Pitasch, Riein, Rueun, Ruschein, Schnaus, Sevgein e Siat; capoluogo comunale è Ilanz, del quale il comune di Ilanz/Glion ha adottato lo stemma.

## Geografia antropica

### Frazioni
Le frazioni di Ilanz/Glion sono:
- Castrisch[6]
- Duvin[7]
- Ilanz[8]
  - Strada[9]
- Ladir[10]
  - Alp Dadens da Ladir
- Luven[11]
- Pigniu][12]
- Pitasch[13]
- Riein[14]
  - Signina
- Rueun[15]
- Ruschein][16]
- Schnaus[17]
  - Alp da Schnaus
- Sevgein[18]
  - Isla
- Siat[19]
  - Alp da Siat

## Infrastrutture e trasporti
Ilanz/Glion è servito dalle stazioni di Castrisch, di Ilanz, di Rueun e di Schnaus-Strada della Ferrovia Retica (linea Reichenau-Disentis).